# Добролюбов Василь Іванович
Васи́ль Іва́нович Добролю́бов (рос. Василий Иванович Добролюбов; * 1831 — † 1880, Київ) — російський фінансист. Автор книги «Банківська бухгалтерія» (1864). Організатор і перший керівник Кам'янець-Подільського відділення Державного банку Росії (1865—1879). Дядя російського літературного критика й публіциста Миколи Добролюбова.

## Біографія
Василь Іванович Добролюбов народився 1831 року в багатодітній сім'ї священика. Мав не менше ніж вісім братів і сестер, серед них був і Олександр — батько російського літературного критика й публіциста Миколи Добролюбова. Василь був молодший від брата Олександра на 19 років і всього на 5 років старший від його сина Миколи.
На відміну від батька та брата Олександра Василь Добролюбов священиком не став. Він працював дрібним чиновником у Нижньому Новгороді. Там одружився з Оленою Юхимівною Лебедєвою. Її брат Митрофан був у Нижньому Новгороді одним із найближчих друзів Миколи Добролюбова.
У серпні 1858 року померла дружина Василя Івановича. В січні 1859 року він переїхав у Санкт-Петербург, де поселився у свого небожа — Миколи Добролюбова. Ймовірно, за сприяння Миколи Некрасова Василь Добролюбов улаштувався на службу контролером Державного банку Росії. Одночасно він багато допомагав у справах своєму небожеві.
1864 року колезького асесора Василя Доболюбова направили до Кам'янця-Подільського, де він мав створити та очолити відділення Державного банку Росії. Зі службовців колишніх кредитних установ Добролюбов сформував штат відділення.
В Ушицькому повіті Подільської губернії Добролюбов придбав маєток. 1878 року Василь Іванович важко захворів. Більшість часу він проводив у маєтку, виїжджаючи звідти тільки на лікування. 6 лютого 1879 року він передав керівництво банком на весь термін своєї хвороби своєму заступникові — Миколі Васильовичу Чудинському.
1880 року Василь Іванович Добролюбов помер у психіатричній лікарні в Києві , не доживши і до 50 років. Як зазначає дослідник розвитку банківської справи в Кам'янці-Подільському Ігор Данілов, Василеві Івановичу за 14 років роботи на чолі відділення «вдалося закласти міцні підвалини, згуртувати колектив і, власне, завдяки цьому подальша робота відділення була стабільною та успішною».

## Праці
Працюючи у Санкт-Петербурзі контролером Державного банку Росії, Василь Добролюбов 1864 року видав книгу «Банківська бухгалтерія. Повне керівництво до вивчення операцій та обліку у всіх наявних у Росії банківських установах» (рос. «Банковая бухгалтерия. Полное руководство к изучению операций и счетоводства во всех существующих в России банковых учреждениях»).
У передмові автор пояснив, що спонукало його написати та видати цей посібник:
| Зміна кредитної системи та наступний за цим крок — заснування 1860 року Державного банку та його контор — дали поштовх для розвитку в Росії приватного кредиту та влаштування повсюди різних кредитних товариств, як-то міських громадських банків, міських кредитних товариств і Санкт-Петербурзького товариства взаємного кредиту. Різноманітність банківських операцій, їх новизна, одночасне відкриття банківських установ у багатьох пунктах імперії викликали потребу в людях, які були б ґрунтовно ознайомлені з банківськими операціями та з банківським обліком. Таких людей нам забракло: оскільки не було таких установ, то не було і людей. Тепер з'явилися установи, тож з'явилася і потреба в людях. Присвятивши себе обліковій справі, ґрунтовному вивченню банківських операцій і їх обліку, бачачи нагальну потребу в друкованому посібнику для повного спеціального ознайомлення з банківськими операціями та їх обліком, я став складати цей посібник. |
На книгу співчутливою рецензією у журналі «Современник» (№ 5 за 1865 рік) відгукнувся літератор Леонтій Розанов. Як зазначив кандидат економічних наук Володимир Маздоров в «Історії розвитку бухгалтерського обліку в СРСР» (Москва, 1972), книга Добролюбова «мала великий успіх, а рекомендації автора широко застосовувалися в рахівництві як Державного банку, так і приватних кредитних установ» .